# 구 시청사 (브라티슬라바)

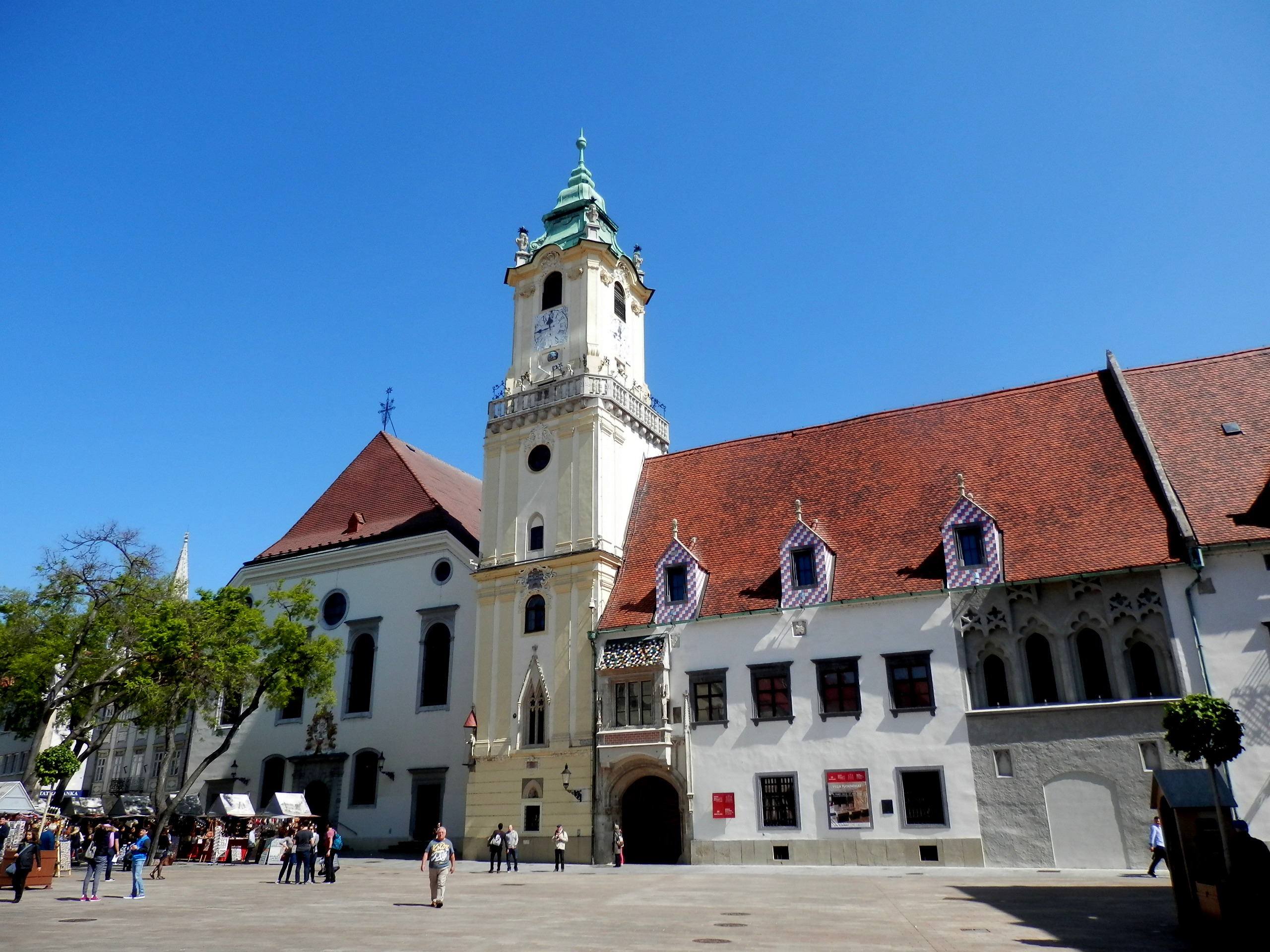
구 시청사

구 시청사(슬로바키아어: Stará radnica)는 슬로바키아 브라티슬라바에 있는 14세기 건물이다. 슬로바키아에서 가장 오래된 시청사이며, 브라티슬라바에 남아 있는 가장 오래된 석조 건물 중 하나다. 탑은 약 1370년에 지어졌다. 시청은 15세기에 세 개의 타운하우스를 연결하여 지어졌고, 그 후 수세기에 걸쳐 여러 차례 재건축되었다.
브라티슬라바에서 가장 오래된 박물관인 브라티슬라바 시립 박물관이 들어서 있으며 1868년에 설립되었다. 구 시청사 탑 꼭대기에서 바라보면 브라티슬라바 구시가지와 주변 지역의 전망을 볼 수 있다.